# Gira Una Historia Cantada
Gira Una Historia Cantada es el nombre de la gira de conciertos del grupo michoacano Los Bukis, marcando el regreso a los escenarios después de 25 años de separación.

## Repertorio
El siguiente repertorio hace referencia al concierto celebrado en el SoFi Stadium en Inglewood, California.
1. Mi fantasía (opening).
2. Como fui a enamorarme de ti
3. Porque siempre te amaré/Este adiós
4. Quiéreme
5. Mi najayita
6. Te quiero a ti/Dime que no te perdí
7. Y ahora te vas
8. Mi mayor necesidad
9. En un rato más
10. Ladrón de buena suerte
11. Chiquilla bonita
12. Me volví a acordar de ti
13. Mi Pobre Corazón/Dime dónde y cuándo
14. Aquella
15. Morenita
16. Acepto mi derrota
17. El celoso
18. Yo te necesito
19. Quiéreme como soy
20. Presiento que voy a llorar
21. Viva el amor
22. Necesito una compañera
23. Los Alambrados
24. Casas de cartón
25. Si ya no te vuelvo a ver
26. Que duro es llorar así
27. Tu cárcel
28. Loco por ti
29. Necesita de ti/Si vieras cúanto
30. Navidad sin ti

## Fechas
A continuación se detallan las fechas de la gira.
| Primera etapa: Estados Unidos |                  |                              |                               |        |
| 27 de agosto de 2021          | Inglewood        | Estados Unidos               | SoFi Stadium                  | [ 1 ]  |
| 28 de agosto de 2021          | Inglewood        | Estados Unidos               | SoFi Stadium                  | [ 1 ]  |
| 4 de septiembre de 2021       | Chicago          | Estados Unidos               | Soldier Field                 | [ 2 ]  |
| 5 de septiembre de 2021       | Chicago          | Estados Unidos               | Soldier Field                 | [ 2 ]  |
| 15 de septiembre de 2021      | Arligton         | Estados Unidos               | AT&T Stadium                  | [ 3 ]  |
| 18 de septiembre de 2021      | Houston          | Estados Unidos               | NRG Stadium                   | [ 4 ]  |
| 25 de septiembre de 2021      | San Antonio      | Estados Unidos               | Alamodome                     | [ 5 ]  |
| 1 de octubre de 2021          | Oakland          | Estados Unidos               | RingCentral Coliseum          | [ 6 ]  |
| 2 de octubre de 2021          | Oakland          | Estados Unidos               | RingCentral Coliseum          | [ 6 ]  |
| Segunda etapa: Estados Unidos |                  |                              |                               |        |
| 19 de julio de 2022           | East Rutherford  | Estados Unidos               | MetLife Stadium               | [ 7 ]  |
| 12 de agosto de 2022          | Las Vegas        | Estados Unidos               | Allegiant Stadium             | [ 8 ]  |
| 18 de agosto de 2022          | Los Ángeles      | Estados Unidos               | Los Angeles Memorial Coliseum | [ 9 ]  |
| 20 de agosto de 2022          | Los Ángeles      | Estados Unidos               | Los Angeles Memorial Coliseum | [ 9 ]  |
| 26 de agosto de 2022          | George           | Estados Unidos               | The Gorge Amphitheatre        | [ 10 ] |
| Tercera etapa: México         |                  |                              |                               |        |
| 12 de mayo de 2022            | Morelia          | México                       | Estadio Venustiano Carranza   | [ 11 ] |
| 13 de mayo de 2022            | Tijuana          | Estadio Caliente             | [ 12 ]                        |        |
| 18 de agosto de 2022          | Guadalajara      | Estadio Jalisco              | [ 6 ]                         |        |
| 20 de agosto de 2022          | Guadalajara      | Estadio Jalisco              | [ 6 ]                         |        |
| 18 de mayo de 2022            | Ciudad de México | Estadio Azteca               | [ 13 ]                        |        |
| 20 de mayo de 2022            | Monterrey        | Estadio de Béisbol Monterrey | [ 6 ]                         |        |